# Laramidia
Laramidia là một lục địa đảo tồn tại trong thời kỳ cuối kỷ Phấn trắng (99,6 Ma-66 Ma) khi Western Sea Seaway chia đôi lục địa Bắc Mỹ làm hai. Trong kỷ nguyên Mesozoi, Laramidia là một vùng đất đảo được tách ra từ Appalachia về phía đông bởi Western Sea Seaway. Con đường biển cuối co lại, tách ra khỏi sông Dakotas và rút lui về phía Vịnh Mexico và Vịnh Hudson. Quần chúng tham gia đoàn kết lục địa Bắc Mỹ. Laramidia được đặt tên theo Laramie, Wyoming, nằm ở vùng đất cũ. Tên được đặt ra bởi J. David Archibald vào năm 1996.

## Địa lý
Laramidia trải dài từ Alaska ngày nay đến Mexico. Khu vực này rất giàu hóa thạch khủng long. Tyrannosaurs, Dromaeosaurids, Troodontids, Hadrosaurs, Ceratopsians (bao gồm Kosmoceratops và Utahceratops ), Pachycephalosaurus và giống thằn lằn hộ Sauropod là một số trong các nhóm khủng long sống trên vùng đất rộng này.

## Phạm vi
Hóa thạch động vật có xương sống đã được tìm thấy ở khu vực từ Alaska đến Coahuila.

## Động vật
Khủng long được tìm thấy ở bờ biển phía tây
|  | Phần này không trích dẫn bất kỳ nguồn nào. Vui lòng giúp cải thiện phần này bằng cách thêm trích dẫn vào các nguồn đáng tin cậy. Vật liệu không được bảo vệ có thể bị thách thức và loại bỏ. Tìm nguồn: "Laramidia" - tin tức · báo chí · sách · học giả · JSTOR (tháng 11 năm 2013) (Tìm hiểu cách thức và thời điểm xóa thông báo mẫu này) |

Từ thời kỳ Turian của kỷ Phấn trắng muộn cho đến khi bắt đầu Paleocene, Laramidia được tách ra từ Appalachia ở phía đông. Kết quả là hệ động vật tiến hóa khác nhau trên mỗi khối đất trong thời gian đó. Điều kiện địa chất nói chung thuận lợi cho việc bảo tồn hóa thạch ở Laramidia khiến miền tây Hoa Kỳ trở thành một trong những khu vực hóa thạch có năng suất cao nhất trên thế giới. Người ta biết ít hơn về đa dạng sinh học Appalachia trong kỷ Phấn trắng vì có rất ít trầm tích hóa thạch tồn tại trong khu vực ngày nay và một nửa số hóa thạch ở Appalachia đã bị phá hủy trong kỷ băng hà Pleistocene. Tuy nhiên, những chiếc giường hóa thạch chưa được phát hiện có thể tồn tại ở các khu vực thuộc lục địa Appalachia cũ.
Ở phía tây Bắc Mỹ trong kỷ Phấn trắng, loài thống trị là các loài khủng long bạo chúa, khủng long săn mồi khổng lồ với cái đầu to tương xứng được chế tạo để xé thịt con mồi. Trong Laramidia có các theropods của Tyrannosaurinae như Tyrannosaurus rex, Nanuqsaurus hoglundi, Daspletosaurus, teratophoneus, và theropods của Albertosaurinae như Albertosaurus và gorgosaurus, tất cả được bao gồm trong cùng họ Tyrannosauridae và không phải tất cả đương đại. Cơ thể của tyrannizards biểu hiện đầu và chân khổng lồ, trái ngược với cánh tay nhỏ tương xứng. Những chiếc răng được trưng bày trong gia đình này khá tương đương với gai đường sắt và sẽ giúp gây ra thiệt hại lớn cho con mồi.
Một nhóm khủng long phổ biến khác ở Bắc Mỹ là loài khủng long. Hồ sơ hóa thạch cho thấy một loạt các dạng hadrosaur đáng kinh ngạc ở Laramidia.
Sự khác biệt khác trong chi xuất hiện giữa quần chúng đất đảo. Saurepads đã lang thang ở Laramidia trong kỷ Phấn trắng sau khi chết ở Appalachia. Nodizards, mặc dù, dường như đã phong phú hơn ở Appalachia. Nodizards là loài khủng long bọc thép lớn, ăn cỏ giống như armadillos. Chúng đã khan hiếm ở Laramidia vào cuối kỷ Phấn trắng, chỉ tồn tại ở các dạng chuyên biệt như Edmontonia và Panoplosaurus trong khi gật đầu đang phát triển mạnh ở Appalachia.